# Venaus
Venaus (piemonti nyelven Venàus, frankoprovanszál nyelven Vëno, franciául Vénaux, a fasizmus idején a neve Venalzio, mai elnevezését a háború után kapta vissza) egy északolasz település a francia határ közelében Torino megyében. Lakosainak száma 962.

## Földrajz
Venaus a Susa-völggyel szomszédos Cenischia-völgyben található Torinótól 57 km-re.  A Susa- és Sangone-völgyi Hegyi Közösség tagja.

## Történelem
Az első írásos emlékek Venausról Abbon frank kormányzó 739-ben írt végrendeletében találhatók, amely szerint a novalesai apátság Venaus ellenőrzését átengedte Susanak.
1947-ben területéből 81,29 km²-t a franciaországi Lanslebourg-Mont-Cenishez csatoltak, így többek között a Moncenisio-tavat és a Gran Croce negyedet.

## Látnivalók
A parókiatemplom egy 1300-as évekből származó templom maradványaira épült, és jobb hajójában őrzi az egykori, Krisztus életét bemutató freskósorozatot.

## NO TAV mozgalom
A település 2005. novemberében és decemberében gyakran szerepelt az olasz híradásokban, mivel ekkoriban gyakoriak voltak a Torinót és Lyont összekötő TAV (Treno ad Alta Velocitá – nagysebességű vonat) vasútvonal tervezett építése ellen.